# Catecumenato

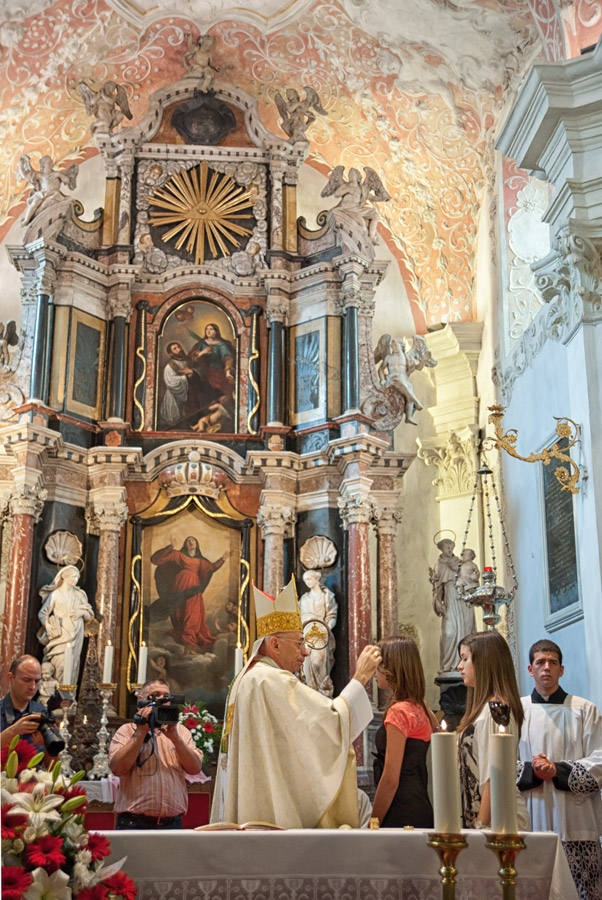
Sacramento da Confirmação na Igreja da Assunção da Abençoada Virgem Maria em Rijeka, na Croácia.

O Catecumenato é, no Cristianismo, o período de formação do fiel em preparação para o batismo. Atualmente, o termo tem sido utilizado também na Igreja Católica para designar uma forma de catequese contínua, que não se encerra com o recebimento de cada sacramento, mas perpassa todo o processo de iniciação cristã.

## Descrição
O termo "catecumenato" refere-se ao processo de iniciação cristã que, na Igreja Católica, é marcado pelos sacramentos de Batismo, Eucaristia e Confirmação (Crisma). É um modelo de Catequese que perdurou até o século V, incluindo uma longa preparação para os sacramentos, de forma contínua, progressiva e dinâmica, marcada por etapas que incluíam ritos e celebrações as quais envolviam toda a comunidade. Depois de muito tempo em desuso, foi restaurado pela Igreja em 1972.
Segundo o Catecismo da Igreja Católica, "desde os princípios da Igreja, o Baptismo dos adultos é a situação mais corrente nas terras onde o anúncio do Evangelho ainda é recente. O catecumenato (preparação para o Baptismo) tem, nesse caso, um lugar importante; sendo iniciação na fé e na vida cristã, deve dispor para o acolhimento do dom de Deus no Baptismo, Confirmação (Crisma) e Eucaristia.
Nos primeiros séculos da Igreja, a iniciação cristã conheceu grande desenvolvimento, com um longo período de catecumenato e uma série de ritos preparatórios que escalonavam liturgicamente o caminho da preparação catecumenal, desembocando na celebração dos sacramentos da iniciação cristã.
Nas regiões onde o Baptismo das crianças se tomou largamente a forma habitual da celebração deste sacramento, esta transformou-se num acto único, que integra, de um modo muito abreviado, as etapas preliminares da iniciação cristã. Pela sua própria natureza, o Baptismo das crianças exige um catecumenato pós-baptismal. Não se trata apenas da necessidade duma instrução posterior ao Baptismo mas do desenvolvimento necessário da graça baptismal no crescimento da pessoa. É o espaço próprio da catequese."
Considerando-se a prática comum dos Batismos de crianças, a Confirmação passa a marcar a maturidade da fé e a personificação do compromisso batismal. Por esta razão, é necessário que seja precedida de cuidadosa catequese. Somente assim, o sacramento da Crisma será uma experiência especial e marcante na vida dos jovens, suscitando a continuidade da sua participação consciente e ativa nas celebrações e na vida da Igreja.
Ainda segundo o Catecismo, "o II Concílio do Vaticano restaurou, para a Igreja latina, «o catecumenato dos adultos, distribuído em várias fases». O respectivo ritual encontra-se no Ordo initiationis christianae adultorum (1972). Aliás, o Concílio permitiu que, «para além dos elementos de iniciação próprios da tradição cristã», se admitam, em terras de missão, «os elementos de iniciação usados por cada um desses povos, na medida em que puderem integrar-se no rito cristão».
Hoje em dia, portanto, em todos os ritos latinos e orientais, a iniciação cristã dos adultos começa com a sua entrada no catecumenato, para atingir o ponto culminante na celebração única dos três sacramentos, Baptismo, Confirmação e Eucaristia".